# Halikko
Halikko este o fostă comună din Finlanda.